# Charles Herbert Lowe
Charles Herbert Lowe Jr. (* 16. April 1920 in Los Angeles; † 13. September 2002) war ein US-amerikanischer Biologe und Herpetologe.

## Leben
Nach seinem Studium diente er während des Zweiten Weltkriegs als GI bei der United States Navy im Pazifik. 1946 schrieb er sich an der kalifornischen Universität UCLA ein. 1950 bekam er dort den Titel Ph. D. verliehen. Danach besuchte er die Universität Arizonas. Er wurde dort späterhin Professor der Ökologie und Evolutionsbiologie.
Sein Hauptinteresse galt besonders der Fauna der Sonora-Wüste. Er schrieb umfassende Studien und veröffentlichte 1964 seine Studie The Vertebrates of Arizona („Die Wirbeltiere Arizonas“). Insgesamt veröffentlichte er weit über 100 wissenschaftliche Artikel und Bücher.
Seine Forschung fundierte in den 1960er Jahren die parthenogenetische Fortpflanzung von etlichen Schienenechsenarten. Er entdeckte zudem auch, dass die Wüsten-Zahnkarpfen Temperaturen bis zu 44 °C sowie niedrigen Sauerstoffkonzentrationen, ausgesetzt, überlebten.
Lowe war verheiratet und hatte zwei Kinder. Nach einer Gesundheitsverschlechterung starb er 2002.

## Weiterführende Literatur
- Philip C. Rosen: Charles Herbert Lowe Jr. 1920–2002. Copeia 2004(4):961-972. doi:10.1643/OT-04-193